# Киновець
Киновець (хорв. Kunovec) — населений пункт у Хорватії, у Копривницько-Крижевецькій жупанії у складі громади Копривницький Іванець.

## Населення
Населення за даними перепису 2011 року становило 488 осіб.
Динаміка чисельності населення поселення: